# Sajid Javid
Sajid Javid (Rochdale, Lancashire, 1969. december 5. –) brit konzervatív politikus, az Egyesült Királyság kincstári kancellárja volt Boris Johnson kormányában 2020. február 13. előtt. 
Matt Hancock egészségügyi miniszter lemondása után Javid az ő utóda lett 2021 júniusában. 

## Családja
1997 óta felesége Laura Javid. Négy gyermekük Sophia, Rania, Suli és Maya.

## Életpályája
Öt gyermekes pakisztáni bevándorlók családjában született. 
2010-től brit parlamenti képviselő Bromsgrove képviseletében. 
Theresa May kormányában 2016. július 16. és 2018. április 30-a között lakásügyi, közösségi és helyi önkormányzati miniszter volt. Amber Rudd lemondása után Theresa May kormányában átvette a belügyi tárcát 2018. április 30-án. 2019. július 24-étől Philip Hammond utódaként lett kincstári miniszter. 2020. február 13-án bejelentette lemondását, miután a kormányfő kívánsága ellenére nem kívánt megválni egyes tanácsadóitól. Utóda Rishi Sunak lett.
Matt Hancock egészségügyi miniszter lemondása után Javid az ő utóda lett 2021 júniusában.

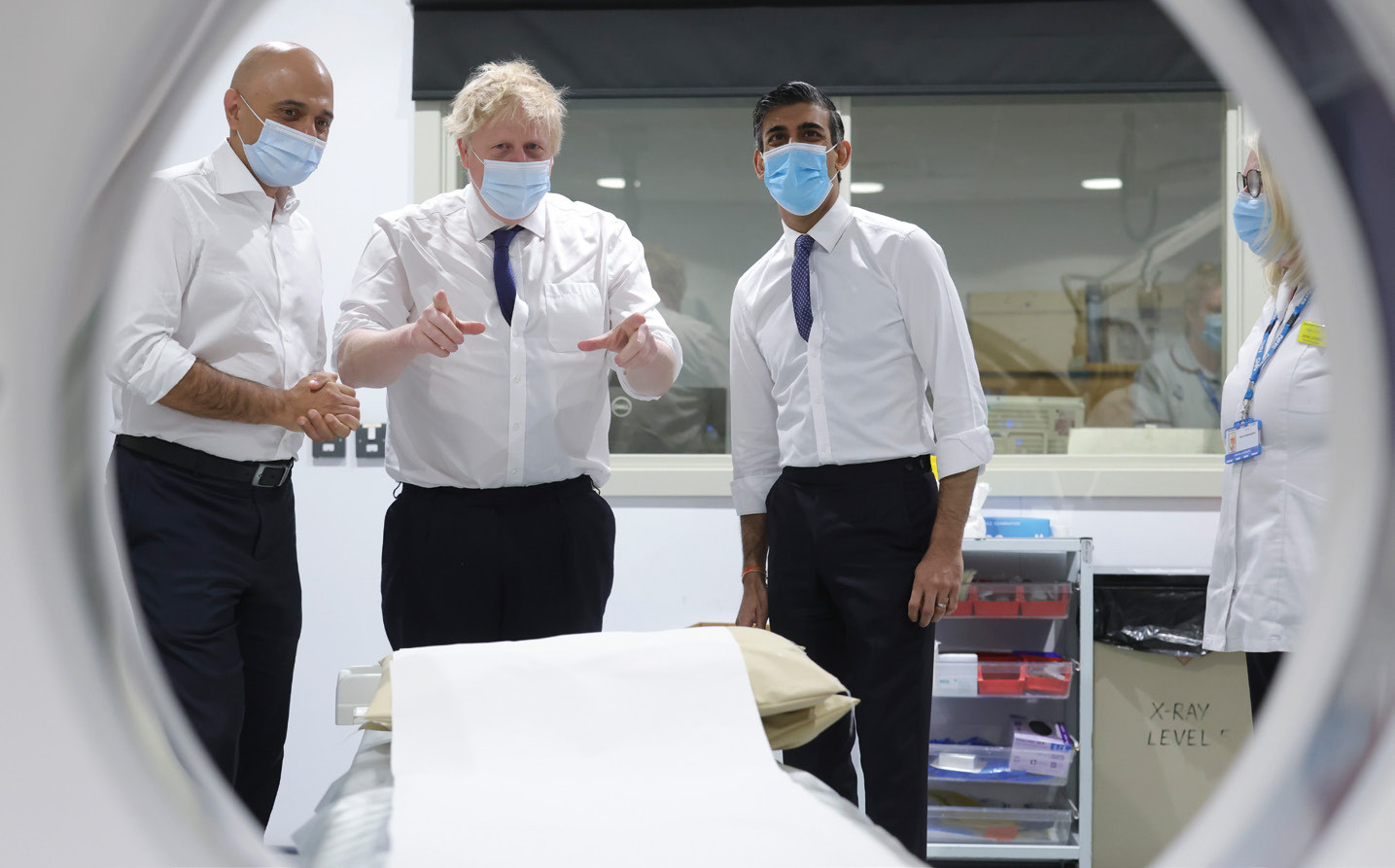
Rishi Sunak, Sajid Javid és Boris Johnson kórházlátogatáson, 2022 áprilisában

2022 júliusának elején benyújtotta lemondását Boris Johnson kormányfőnek, Rishi Sunak pénzügyminiszterrel egyidejűleg. 